# Koha Ditore
Koha Ditore (deutsch: Tägliche Zeit) ist eine albanischsprachige Zeitung, die im Kosovo und in Albanien seit 1997 erscheint. Die Zeitung ist mit einer verkauften Auflage von etwa 12.000 Exemplaren pro Tag die einflussreichste Zeitung im Kosovo.
Die Zeitung wird unter der Aufsicht von Flaka Surroi veröffentlicht, der Schwester von Veton Surroi, einem bekannten albanischen kosovarischen Publizisten und Politiker, der ebenfalls der Begründer der Partei ORA ist. Bis Ende 2004 wurde die Zeitung von ihm herausgegeben, doch er übergab den Vorsitz seiner Schwester, da er sich auf seine politische Karriere konzentrieren möchte.
Die Zeitung berichtet hauptsächlich über Politik, Kultur, Sport und lokale Nachrichten.

## Projekte
Die Zeitung plante 2003, auch Beiträge für Fernsehsender zu liefern und über das Internet eine größere Auflage zu erreichen. Man kooperiert deswegen schon länger mit dem serbischen Sender B92. Ebenfalls verspricht man sich vom Gang ins Internet eine größere Objektitivät gegenüber dem, was auf dem Balkan passiert.
Über den Sender ARTA sendet die Zeitung bereits Nachrichten im Internet, die dort auf Albanisch und Englisch erscheinen.
Für die Beschaffung der notwendigen Ausrüstungen wurde die Zeitung von der Schweizer Medienhilfe 2003 mit einem Budget von etwa 200.000 Franken ausgestattet.
Der internationale Fernsehsender WTN hat ebenfalls vor, der Zeitung einen gewissen Spielraum für Nachrichten über das Fernsehen einzuräumen. Diese Nachrichten sollen laut Planung siebentäglich erscheinen. Das Projekt wird von der UNESCO und der EU unterstützt.
Die Zeitung Koha Ditore schildert ebenfalls, wie sie die eigenen Berichterstatter ausbilden will: Danach soll jeder Reporter, der für die Zeitung arbeitet, internationale Erfahrung sammeln, die unter anderem in Kroatien über den Sender B92 läuft und in den Vereinigten Staaten über den Sender BBC.
Nationale Erfahrungen sollen durch einen zwei- bis dreiwöchigen Aufenthalt in Pristina gesammelt werden.